# 藤井大輔 (編集者)
藤井 大輔（ふじい だいすけ、1973年1月19日 - ）は日本の政治家、編集者。富山県議会議員。富山県富山市出身。妹はフリーライターのピストン藤井。みんなの経済新聞ネットワーク・富山経済新聞の編集局長。

## 経歴
富山県立富山中部高等学校、大阪大学経済学部卒。1995年、リクルートに入社。「ゼクシィ」や「ダ・ヴィンチ」など数多くの雑誌で編集者を務める。
2004年7月には、「R25」を創刊、編集長を務める。同誌の名付け親でもある。
2019年4月、統一地方選挙・富山県議会議員選挙に富山市第1選挙区から自由民主党公認で立候補、6797票を獲得し、初当選。
現在、自由民主党富山県支部連合会広報委員会副委員長を務める。

## 過去の出演番組
- R25「ナイスQ」編集部（TBSラジオ、2008年10月 - 2009年3月、毎週土曜日 21:00 - 21:25）
- BBTチャンネル8（富山テレビ、R65+）
- 富山いかがdeSHOW（富山テレビ、コメンテーター）

など

## 著書
- 『R25のつくりかた』（日本経済新聞出版社・2009年）
- 『逃げない・めげない　カイシャ道（みち）』（ミシマ社・2014年）

など

## 連載
- 『25歳のための仕事術』（北日本新聞・毎月第一土曜日）2014年5月〜連載中

など